# Camarops flava
Camarops flava är en svampart som beskrevs av Samuels & J.D. Rogers 1987. Camarops flava ingår i släktet Camarops och familjen Boliniaceae.   Inga underarter finns listade i Catalogue of Life.